# 兼光水産
兼光水産株式会社（かねみつすいさん）は、愛知県西尾市にあるうなぎ・水産加工食品の生産・加工会社である。

## 概要
愛知県西尾市一色町にあるうなぎ・水産加工食品の生産・加工会社。
三河地方・一級河川の矢作川からの水を引き込み、自然に近い生活環境の中で養殖されたうなぎを使用している。愛知県の三河一色産うなぎの使用に特化し、国内産うなぎの蒲焼をはじめ、白焼き、レトルト食品などの製造を行う。HACCP対応型の設備・加工ラインを導入。多くの工程で省力化・オートメーション化を行い、運用マニュアルによりゾーニングを行っている。焼き工程ラインでは備長炭を使用。また、うなぎの養殖用の飼料のオリジナルブランド製品の製造・販売も手掛ける。
製品は愛知県三河地方を中心に、全国の市場・消費地問屋・専門店へ流通。自社のホームページより直接購入することも可能。
毎年自社工場において「うなぎ祭り」を開催。地元への地域貢献にも積極的に参加している。
親会社は兼光淡水魚株式会社。

## 沿革
- 2004年（平成16年）10月14日 - 兼光水産株式会社設立。
- 2005年（平成17年）
  - 1月28日 - 炭焼うなぎ工房開設。
  - 11月22日 - 現本社工場竣工。
- 2006年（平成18年）8月1日 - 「家康のE袋」設立。

## 事業所
- 兼光淡水魚株式会社
- 兼光水産株式会社
- 養鰻事業部
- 飼料販売事業部

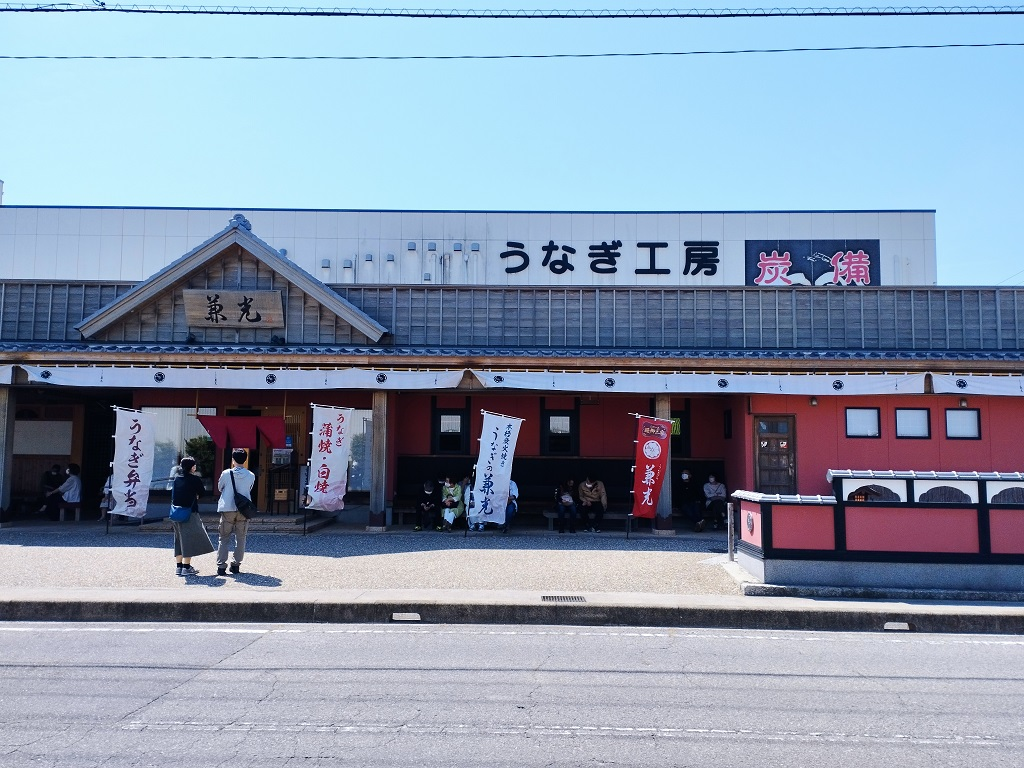
炭焼うなぎ工房

- うなぎ工房

## 主な商品
- 三河一色 こだわり 蒲焼きうなぎ
- 三河一色 こだわり 蒲焼きうなぎ 大
- ひつまぶし用うなぎ（75g×2）×5パック 10食分セット
- 寒鰻（かんうなぎ）白焼き500g（3～5尾）
- 阿茶局　ギフトセット（炭火蒲焼き大×2+炭火白焼き大×2）
- 松　ギフトセット（炭火蒲焼き中×2+きざみうなぎ2食+しじみ汁2食）